# Antoni Canals
Antoni Canals (Regne de València, c. 1352 – València, ad quem 1419) fou un frare dominicà, orador i escriptor. Nasqué al Regne de València de llavors i destacà pels seus sermons (dels quals no se'n conserva cap) i per tres traduccions o adaptacions d'obres clàssiques al català: De providentia de Sèneca, Dictorum factorumque memorabilium de Valeri Màxim i Raonament fet entre Scipió e Aníbal de Petrarca.

## Biografia
Essent molt jove ingressà a l’Orde dels Predicadors on feu la professió solemne al convent de València. El 1369 seguí els estudis de Gramàtica a València que prosseguí l'any següent a Girona. Cursà els estudis de Lògica a Mallorca l’any 1371, a Manresa el 1372 i a Lleida l’any 1373. Estudià Filosofia, el 1375, amb Vicent Ferrer al convent de dominics de Barcelona. Retornà a València el 1378 per fer Teologia i va seguir aquests estudis l'any següent a l’Estudi General dominic de Tolosa i, molt probablement després a París. El 1387 fou nomenat professor de l’Estudi General de Lleida fins a l’octubre de 1395 en què esdevingué catedràtic de teologia de la catedral de València, succeint a sant Vicent Ferrer que havia estat cridat a Avinyó pel papa Benet XIII.
El 1398 trobem Antoni Canals a la cort de Barcelona en ser nomenat capellà reial i lector pel rei Martí I. La trajectòria de Canals ens el mostra com una persona amb una alta posició social amb bones relacions amb els personatges més destacats de la seva època tant en el camp polític com en l'eclesiàstic.
Vers 1400 tornà novament a València com a lloctinent de l’inquisidor general del regne de València. L'any 1399 el trobem defensant-se de diversos retrets dels jurats de València per les crítiques sobre el govern i la situació de ciutat que havia fet arribar al rei. Tot i que, un any després, els mateixos jurats demanaren a Canals que retornés a València.
El 1406 fou designat visitador general dels convents de Barcelona, Tarragona, Girona i Castelló d’Empúries i el 1415 formà part del capítol de Perpinyà com a definidor provincial. Tot que mantingué alguns enfrontaments dins el seu ordre causats pels diferents posicionaments en la greu situació de la Cristiandat pel cisma entre el papat de Roma i el d'Avinyó.
Es desconeix el moment exacte de la mort que hauria de situar-se entre el 1415, any en què es documenta la seua assistència com a definidor provincial al capítol general de Perpinyà, i el 1419, quan se l'esmenta com a difunt en les actes del capítol general de Saragossa.
Tingué força prestigi intel·lectual dins de la cort de Joan el Caçador i de Martí l'Humà i les seves esposes. De fet, el mateix Joan I li feu l'encàrrec de traduir diversos llibres del llatí al català cap al 1391, obra per la qual és més conegut. I pel que fa al regnat de l'Humà, va significar l'època de major activitat literària de Canals.La trajectòria d'Antoni Canals ens el mostra com una persona amb una alta posició social amb bones relacions amb els personatges més destacats de la seva època tant en el camp polític com en l'eclesiàstic.

## Obra

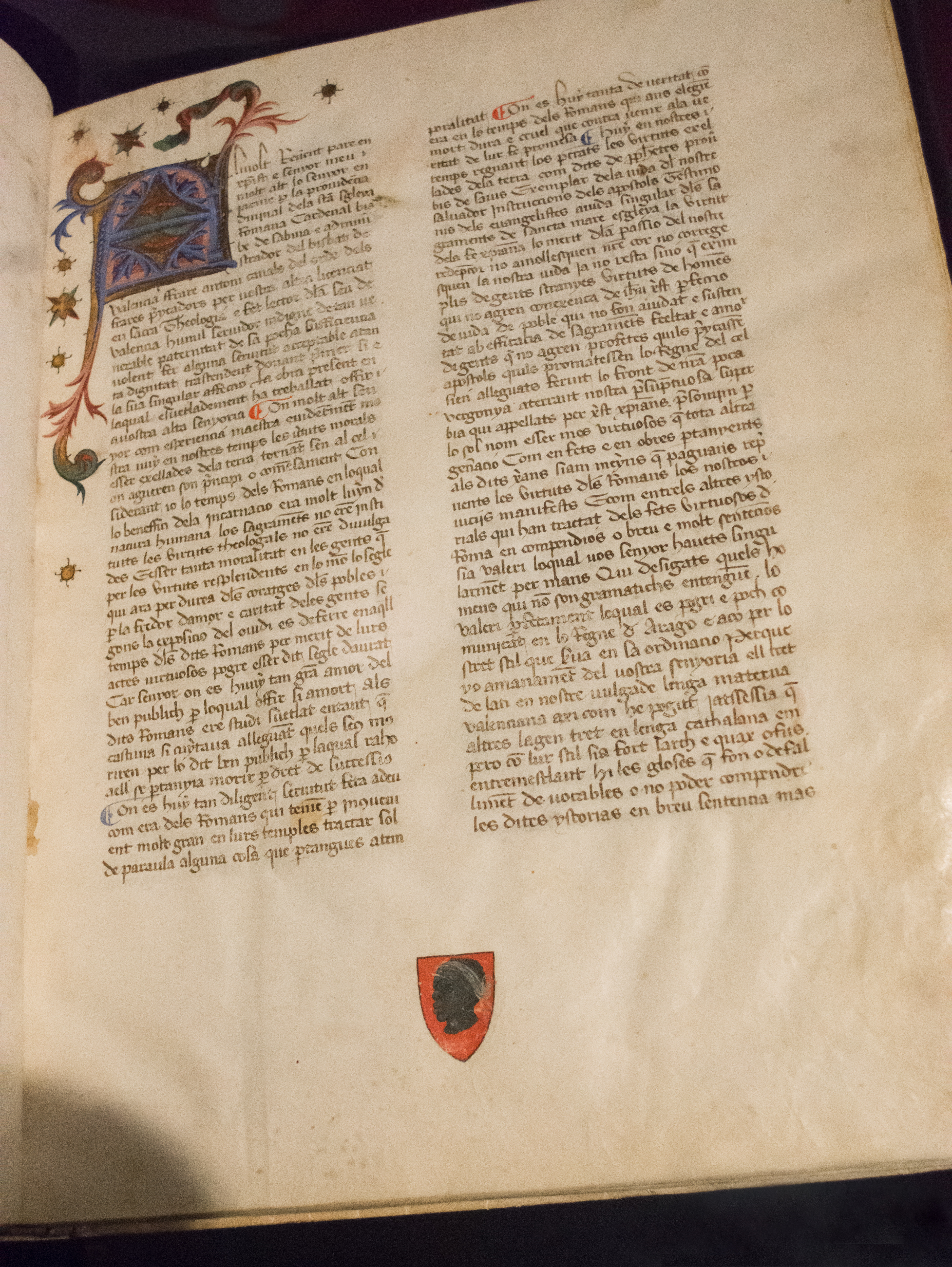
Dictorum factorumque memorabilium de Valeri Màxim (1395–1415)

La seua obra té com a finalitat el seu apostolat. El caràcter humanista de fra Antoni Canals es limita a tres obres:
- La traducció de De providentia de Sèneca. Obra dedicada al governador de València Ramon Boïl per aclarir el concepte cristià de providència entre els contemporanis.
- La versió del Dictorum factorumque memorabilium (1395) de Valeri Màxim, anomenada Llibre anomenat Valeri Màxim. Es tracta d'una obra encarregada pel cardenal Jaume de Prades per enviar-la als consellers de Barcelona. L'obra pretenia dotar d'exemples morals per recuperar una virtut cristiana perduda a partir del record dels romans.
- La seua obra humanista per excel·lència: Raonament fet entre Scipió e Aníbal, que és una traducció lliure del llibre setè de l'Àfrica de Petrarca, amb interpolacions basades en altres autors.

Tot i que és un autor humanista que destacà per la traducció d'obres de clàssics llatins o autors humanistes com Petrarca, Canals no tingué un interès purament humanístic. Té una voluntat d'adoctrinar cristianament i les obres que tradueix formen part de la literatura ascètica, amb una mentalitat medieval.
De tota manera Antoni Canals, per sobre de tot és un moralista,  però un moralista que acaba convertint-se en un lector interessat pels clàssics.

## La producció d'Antoni Canals: original o adaptacions
Majoritàriament, els estudiosos d'Antoni Canals havien vist en la seva producció un doble vessant. Per una banda, una d'humanista i moralitzant i per l'altra una d'estrictament espiritual i religiosa. Tot mantenint un posicionament ben diferent del seu mestre sant Vicent Ferrer que retreia a la gent cultivada del seu temps l'atracció i la curiositat per l'obra dels clàssics grecollatins. Ja que per a Ferrer tots aquells autors i pensadora ben segur que eren a l'infern. Altrament Canals, traduint en un català sobri i elegant obres de Valeri Màxim o Sèneca, pretén que els cristians coetanis s'emmirallin en les virtuts romanes i reprenguin els vicis actuals.

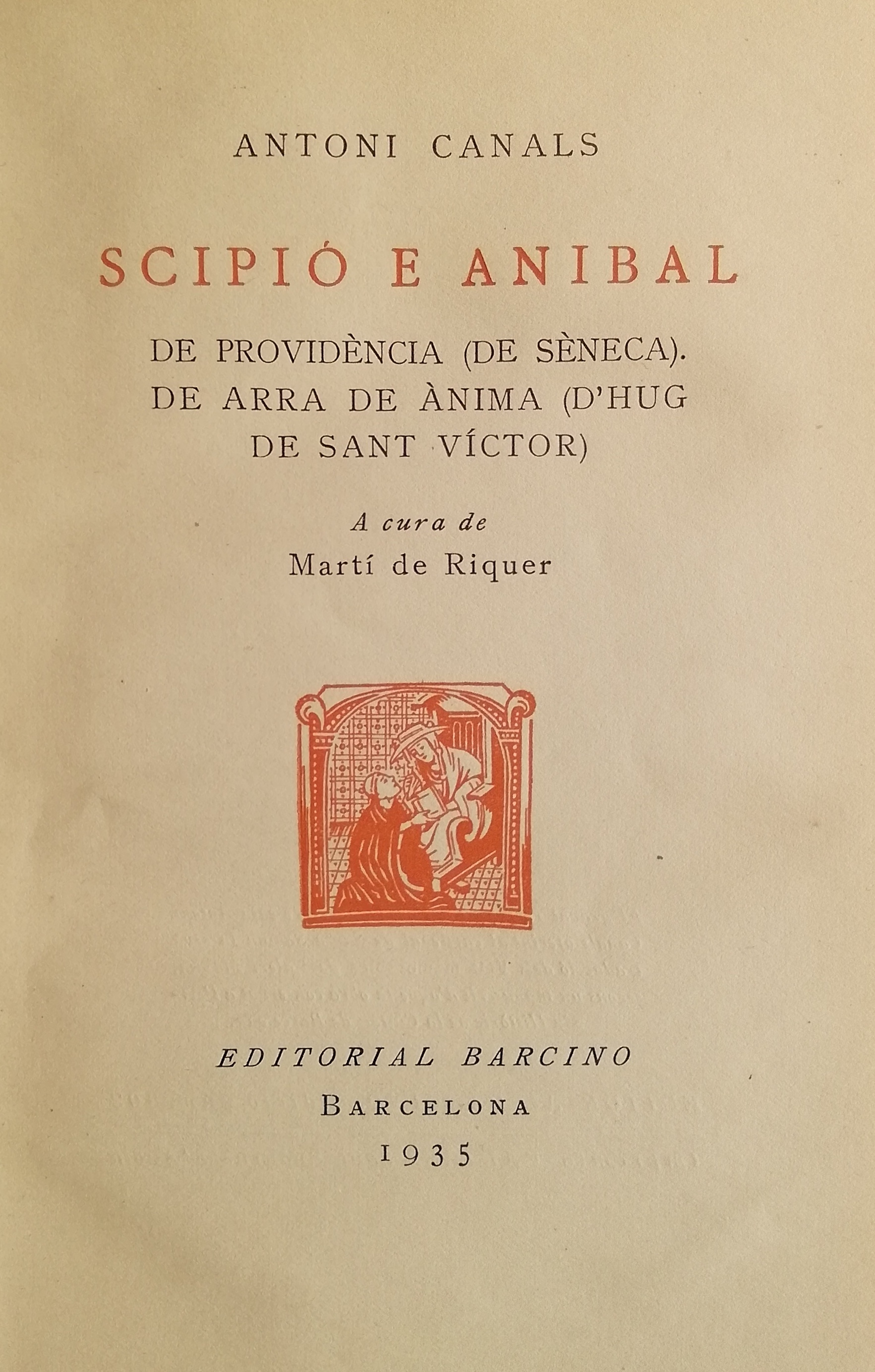
Una edició de traduccions catalanes d'Antoni Canals publicada per l'Editorial Barcino el 1935 a cura de Martí de Riquer

Tanmateix, l’estudi de les fonts literàries que s'han anat realitzant determinen més aviat que Antoni Canals és sobretot un traductor o un adaptador. De totes les seves obres, el Tractat de confessió és l’única del que encara se'l considera autor realment. El seu Valeri Màxim,  no és sinó el Dictorum factorumque memorabilium, d’aquest historiador llatí. El De Providència tradueix Sèneca; l’Scipió e Aníbal es fonamenta en l’Africa i el De uiris illustribus de Francesco Petrarca; l’Scala de contemplació adapta al català el De XV Gradibus Contemplationis seu Viridiarum Ecclesiae del Pseudo Bonaventura; el tractat titulat De la arra o dot de la ànima s’inspira en el Soliloquim de arrha animae d’Hug de Sant Víctor; la Carta de San Bernat a sa germana tradueix una epístola del Pseudo Bernat, també coneguda com a De modo bene uiuendi ad sororem, a la qual Canals afegeix un pròleg inspirat en el Philobiblon de Ricard de Bury; l’Exposició del Pater Noster, Ave Maria i Salve Regina tenen un text llatí al darrere; i el Tractat del molí espiritual fa una síntesi del Liber IV Sententiarum de sant Bonaventura de Bagnoregio i d’algunes meditacions de Guillem d’Auvergne.
Més enllà de l’originalitat de les obres escrites per Canals, les uneix un discurs moral que vol promoure les virtuts cristianes. L'escriptor dominic valencià vol adreçar-se precisament a la minoria culta de la noblesa com gent amb responsabilitat de govern i influència social durant una època en què s'està obrint un nou temps, l'anomenat prehumanisme català..